# Атамекен (Сариагаський район)
Атамеке́н (каз. Атамекен) — село у складі Сариагаського району Туркестанської області Казахстану. Входить до складу Дербісецького сільського округу.
Населення — 1323 особи (2021; 934 у 2009, 674 у 1999).